# Butler (Kentucky)
Butler – miasto w Stanach Zjednoczonych, w stanie Kentucky, w hrabstwie Pendleton.